# Arthur Bliss Lane
Arthur Bliss Lane (16 de junho de 1894 – 12 de agosto de 1956) foi um diplomata dos Estados Unidos que exerceu cargos na América Latina e na Europa. Na sua carreira diplomática lidou com o surgimento da ditadura na Nicarágua na década de 1930, com a Segunda Guerra Mundial e suas consequências na Europa, e com o início do governo comunista pró-soviético na Polónia.

## Biografia
Lane nasceu em Bay Ridge, Brooklyn, Nova Iorque, em 16 de junho de 1894 e frequentou a Universidade de Yale. Depois de se formar em 1916, tornou-se secretário particular do embaixador dos Estados Unidos na Itália, em Roma. Em 1919-1920 foi 2.º secretário da embaixada dos Estados Unidos na Polónia. Em 1921-1922, foi 2º secretário em Londres. Durante esse período, foi secretário da delegação norte-americana na Conferência de Embaixadores de 1921 em Paris. Então foi para Berna em 1922. De 1923 a 1925, trabalhou no Departamento de Estado dos Estados Unidos em Washington, D.C. Lane, e em seguida na embaixada no México entre 1925 e 1933.
Foi nomeado Ministro dos EUA (equivalente a embaixador) na Nicarágua (1933-1936). Enquanto servia no país, encontrou-se com o General Somoza, enquanto o Presidente da Nicarágua Sacasa mantinah conversações com o líder rebelde Augusto César Sandino. Sandino pediu que a Guarda Nacional administrada por Somoza fosse dissolvida, pois havia sido fundada pelos EUA quando eles retiraram os seus fuzileiros navais do país. Sandino foi assassinado pelos guardas após as conversações. Os EUA alegaram que Lane havia aconselhado Somoza a ser paciente, mas Somoza (e mais tarde os sandinistas) alegaram que Lane deu permissão a Somoza para o assassinato. Lane passou os dois anos seguintes tentando reconciliar Somoza e Sacasa, deixando o país antes da próxima eleição, pois os EUA adotaram uma política mais não intervencionista.
Foi o próximo ministro dos EUA na Estónia, Letónia e Lituânia de 1936 a 1937; no Reino da Jugoslávia (de 1937 a 1941, até à invasão alemã); e Costa Rica em 1941-1942. Foi então nomeado embaixador na Colômbia (1942-1944) e, posteriormente, na Polónia de 1944 a 1947, primeiro para o governo polaco no exílio em Londres e mais tarde em Varsóvia, para o governo do pós-guerra.
Enquanto esteve na Polónia, Lane renunciou ao seu cargo em 24 de fevereiro de 1947, em protesto contra a tomada do país pelo regime fantoche comunista, e escreveu um livro detalhando o que considerava ser o fracasso dos Estados Unidos e da Grã-Bretanha em manter sua promessa de que os polacos teriam eleições livres após a guerra. Nesse livro, ele descreveu o que considerou a traição feita à Polónia pelos aliados ocidentais, daí o título "I saw Poland betrayed: An American ambassador reports to the American people" (tradução: "Eu vi a Polónia traída: Notas de um embaixador americano ao povo americano". O livro foi traduzido para a língua polaca e publicado nos Estados Unidos, e mais tarde divulgado por uma editora clandestina samizdat na Polónia, na década de 1980.
Segundo Lane, os Estados Unidos e a Grã-Bretanha na Conferência de Teerão concordaram com o desmembramento do leste da Polónia. Ele considerou este ato uma violação traiçoeira da Constituição dos Estados Unidos, uma vez que Roosevelt nunca relatou a sua decisão ao Senado. A Conferência de Yalta foi o golpe final na esperança da Polónia pela independência e por uma forma democrática de governo, segundo Lane.
Após a sua carreira no Departamento de Estado, Lane esteve ativo na investigação do Massacre de Katyn e também em várias organizações anticomunistas, como o Comité Nacional para uma Europa Livre. Também fez campanha para o republicano Dwight D. Eisenhower na eleição presidencial de 1952, em oposição ao seu ex-chefe, o democrata Harry Truman.
Após a sua morte, os documentos de Lane foram arquivados na Sterling Memorial Library da Universidade Yale.
| Postos diplomáticos                         | Postos diplomáticos                                                                  | Postos diplomáticos            |
| ------------------------------------------- | ------------------------------------------------------------------------------------ | ------------------------------ |
| Precedido por Matthew E. Hanna              | Ministro dos Estados Unidos na Nicarágua 7 de dezembro de 1933–14 de março de 1936   | Sucedido por Boaz Long         |
| Precedido por John Van Antwerp MacMurray    | Ministro dos Estados Unidos na Lituânia 24 de janeiro de 1936–16 de setembro de 1937 | Sucedido por Owen J.C. Norem   |
| Precedido por John Van Antwerp MacMurray    | Ministro dos Estados Unidos na Estónia 10 de setembro de 1936–16 de setembro de 1937 | Sucedido por John Cooper Wiley |
| Precedido por William H. Hornibrook         | Ministro dos Estados Unidos na Costa Rica 27 de outubro de 1941–17 de março de 1942  | Sucedido por Robert M. Scotten |
| Precedido por Spruille Braden               | Embaixador dos Estados Unidos na Colômbia 30 de abril de 1942–18 de outubro de 1944  | Sucedido por John C. Wiley     |
| Precedido por Anthony J. Drexel Biddle, Jr. | Embaixador dos Estados Unidos na Polónia 4 de agosto de 1945–24 de fevereiro de 1947 | Sucedido por Stanton Griffis   |